# Shabab al-Aqaba SC
Der Shabab al-Aqaba SC (arabisch نادي شباب العقبة الرياضي لكرة القدم, DMG Nādī Šabāb al-ʿAqaba ar-Riyāḍī li-Kurat al-Qadam) ist ein jordanischer Fußballverein mit Sitz im Akaba.

## Geschichte
Der Verein wurde im Jahr 1965 gegründet.
In der Drittligasaison 2011 befand er sich mit nur einem Punkt in der Gruppe 1 auf dem achten und letzten Platz, was den Abstieg bedeutete.
Zur Spielzeit 2015/16 gelang der Aufstieg in die zweite Liga, wo man sich mit 21 Punkten auf dem vierten Platz positionierte. Bereits am Ende der Spielzeit 2016/17 schloss man die zweite Liga mit 32 Punkten auf dem ersten Platz ab und stieg somit in die Jordan League auf. Dort spielt die Mannschaft bis heute.

## Stadion
Seine Heimspiele trägt der Verein im Al-Aqaba Stadium aus. Das Stadion hat ein Fassungsvermögen von 3800 Personen.

## Erfolge
- Jordanischer Zweitligameister: 2016/17